# 片山良庵
片山 良庵（かたやま りょうあん）は、江戸時代前期の軍学者、医師。 越前福井藩士、のち越前松岡藩士。諱は三盛。一説には直竒（寄）ともいう。秋扇と号した。

## 生涯
慶長6年（1601年）、京都に生まれる。幼少より儒学者・藤原惺窩の下で学ぶ。林羅山（道春）は同門でこのころの友人という。
12、3歳にして早くも経史子集に通じていたと言われる。しかし、100余日にわたる病により学問を中断。回復した後、同学の者に遅れをとったことを嘆き、これを機に兵法の修学に転じた。兵法では、甲州流軍学に最も通じ、8家から奥義を得るほどで名声が高く、多くの入門者がいたという。甲州流ないし北条流の軍学を修める前には、鵜飼某、宇佐宮より出た春慶という者の軍学や、小笠原流、宇野流の軍学も修めたとされる。また、謙信流（越後流）の軍書を授けられたこともあるという。はじめ姓は赤堀といい、片山を名乗ったのは軍学に達してからだという。
元和2年（1616年）、信濃松代藩主・松平忠昌に禄300石をもって軍師として招かれ、その家臣となる。また、医者としても仕えた。寛永元年（1624年）、藩主忠昌の転封に伴い、越前福井に移る。忠昌が江戸に入るとこれに従った。
江戸にいた寛永15年（1638年）、隅田川河畔にあって『古戦場夜話』を著わす。江戸においても良庵の下で学ぶ者は多く、知名の士との交流もあったという。特に儒学者の林道春、軍学者の北条氏長との親交が厚かった。将軍の侍講であった道春及び旗本であった氏長の推挙によって、幕府より登用の話があったものの、故あって固辞したという。そのため、忠昌より剃髪および医服の着用を命じられた。このとき名を良庵と改め、「宿志達せんと欲するも強て行われず、秋来て扇の筐底に蔵するに等し」として、秋扇と号した。
正保2年（1645年）、藩主忠昌が没すると、その次男であるが正室の子であった松平光通が福井藩を相続し、庶兄の松平昌勝が5万石の松岡藩に分封されることとなった。その際、福井藩のうちから磯野岩見（1,700石）、平岡右近（1,450石）以下45名が昌勝付きとなり、良庵も主命により昌勝付きの松岡藩士となった。
松岡藩分封の際、幕府より新規の築城は許されず、館（陣屋）が造営されることとなった。慶安元年（1648年）、館は勝山街道沿いの吉田郡芝原庄に置くことと定められ、同地は松岡と改称された。館の構築には、陣構えや築城法に通じる良庵が総督となり、これに当たった。 館は、九頭竜川南岸の河岸段丘の上にあり、館を囲んで武家屋敷を配置。東側を表として東西南の3方に土居と水堀を巡らし、東側の武家地の端に接して鉤状に折れ曲った勝山街道を通す構造であった。寄せ手の通り抜けや見通しを困難にするための曲り角（鍵の手）は意図的に何度も設けられ、曲り角の数から「十二曲り」「松岡十二曲り」と呼ばれる。屋敷割りは慶安2年（1649年）9月に、承応2年（1653年）からは館の普請が行われた。これが松岡館である。藩主昌勝は、承応3年（1654年）6月に入部。街道に沿って町屋が形成され、町は陣屋町として発展した。
良庵は、松岡藩に移った後も、本藩である福井藩の藩主・松平光通や、その弟で越前吉江藩主の松平昌親に召され、兵法を講じたという。
寛文8年（1668年）、68歳にて没した。法号は清澄院良庵秋月居士。福井の本妙寺に葬られたが、後年、墓は泰遠寺に移った。

## 軍学思想
良庵の軍学思想の一端については、加賀藩の儒学者・青地礼幹の随筆集『可観小説』に、次のような話が残されている。
当時の軍学においては、「大星の大事」なることが兵書にて流布され、事々しく秘伝とする流派もあったとされる。しかし、良庵の門弟・鈴木宗隋によれば、良庵は、この大星なるものについては戦攻の益にならぬとして重視しなかったという。

## 家系

### 父祖
父や祖父は医者であったとされる。父の正盛は京都の人で、通仙院と称し、医をもって朝廷に仕え、法橋の位に叙せられたという。
また一説には、良庵は、松平忠昌に禄300石で仕えた三河出身の藩士・片山左馬の一族であるともいう。

### 子孫
良庵の死後、その家督は嫡男の栄庵正貞が継いだ。この系統では、栄庵に次ぐ三代目の玄悦重之が武頭、横目、奉行、物頭末番外、四代目の與三右衛門が御大番、表小姓、御裏役、郡奉行、五代目の與三右衛門が大御番を務めた。四代目・與三右衛門については、藩主・松平宗矩より郡奉行に抜擢され、あるとき音物を持参する者がありこれを受け取ったがその訴訟を極めて公平に判断したことから、音物の悪弊が止んだという逸話が残されている。
良庵の次男・瀬左衛門森利は、良庵死後その知行のうち100石の分知を受けて別家を立て、作事奉行、郡奉行、寺社郡兼役、旗奉行を務めた。この系統は、森利の子・彌五右衛門武續がその跡を継いだ。武續の弟・儀右衛門重長は、父・森利隠居の際、50石を分知され、森利の母方・高屋の姓に改めたが後に片山に復した。

## 師弟

### 師
- 藤原惺窩
儒学の師。
- 渋江正真
兵法を小幡景憲より学び良庵に伝えた[28]、あるいは、北条氏長からその著である兵法書「師鑑」を伝えられ良庵にこれを伝えたという[8]。渋江の多数の弟子のうち、良庵は「第一の者」であったとされる[29]。渋江の門人・戸田実縄は、対馬府中藩に仕え、この学統は同藩にて続いたが、戸田実縄の子孫・戸田暢明が記した『本家兵法来歴』によると、この系統においては、北条氏長の『師鑑抄』を中心に、良庵の『高名穿鑿帳』なども伝書として伝授の対象とされた[30]。
- 北条氏長
甲州流軍学を大成した小幡景憲の弟子で、北条流軍学の祖。良庵は氏長の弟子という[31]。良庵は、小幡景憲、北条氏長両者の編になる『高名穿鑿帳』を補遺している[32]。

### 弟子
- 明石貞弘
良庵の門人として軍学を学ぶ[33]。通称・藤太夫。明石全登の兄の一族といい、福井藩家老家酒井玄蕃の与力であったが、正徳5年（1715年）8月、甲州流軍学をもって藩士に取り立てられる[34]。著書に『越前古城蹟』[35]、『南越雑話』[36]。次男の明石慶弘（通称・甚左衛門）も甲州流軍学者として福井藩に仕え、藩内における甲州流軍学の勢力を強めた[37]。
- 片山包道
通称・強右衛門。良庵の一族で、北条氏長が編んだ「師鑑（前ノ師鑑）」を良庵が書き改めた「師鑑（後ノ師鑑）」の伝えを受けたという[8]。
- 鈴木宗随
越前の人。良庵の軍学の門弟で、加賀国金沢にて70歳ほどで没したという[23]。
- 二木守良
良庵の門人として軍学を学ぶ。通称・治部右衛門。豊前小倉藩・小笠原家に仕えた二木勘右衛門の次男[38]。越中富山藩士で、初代藩主・前田利次、第2代藩主・前田正甫に仕えた[39]。富山藩では前田利次が藩の兵法として、大橋玄可の楠流と、北条氏長→片山良庵→二木守良と受け継がれた北条流を採用し、以後も守良の門下により、富山藩前田家におけるこの系統が続いた[40][注釈 13]。守良は、御小姓組に属していたが、北条流軍学に練達していたため藩の兵法に携わることとなったものという[41]。
- 真柄安勝
良庵の門人として軍学を学ぶ。越後長岡藩士。以後も安勝の門下により、長岡藩牧野家における北条流軍学の伝統が続き、この系譜は9代藩主・牧野忠精に仕えた高野常道にまで至った[42][注釈 14]。
- 三岡幸庵
江戸浅草で良庵の門人として医術を学ぶ[43]。三岡家は、由利維平の後裔といい、治郎左衛門佐栄の代に三岡姓を称した[44]。佐栄およびその子・新兵衛は松平忠昌に仕えたが、新兵衛は直諫を疎まれ致仕。後にこれを哀れんだ松平昌勝が、新兵衛を探すも所在が分らず、新兵衛の弟・幸庵が良庵に医を学ぶと聞き、禄150石で三岡家を再興させたという[45]。幸庵の跡は新兵衛の子・新八郎が継ぎ、その5代後が福井藩主・松平春嶽に仕え、維新の元勲の1人として知られる由利公正（三岡八郎）である[46]。

## 著作
- 『武鑑師法』
- 『古戦場夜話』
成立：寛永15年（1638年）
所蔵：国立国会図書館（輪池叢書）、内閣文庫（請求番号217-0031）、筑波大学附属図書館、東京国立博物館、今治市河野美術館等[47]。国文学研究資料館サイト内の新日本古典籍総合データベースで筑波大学附属図書館所蔵本のデジタル画像が閲覧可能。
概要：出陣前の作法、軍法、将士の心得、殿軍（しんがり）、鬨の声、対陣の作法などについて図を加えて説明する[13]。
- 『古今兵歌集』
- 『奇正或問』
- 『奇正六十四問答』[48]
- 『舟軍巻』
- 『高名穿鑿帳』
成立：寛永17年（1640年）
所蔵：早稲田大学図書館（温故堂文庫）、東北大学図書館（狩野文庫）、天理図書館等[49]。富山県立図書館サイト内の古絵図・貴重書ギャラリー > 貴重書・古絵図紹介 > 高名穿鑿帳で寛政元年写本のデジタル画像が閲覧可能。
概要：戦場での功名となる事柄24項目（一番鎗、組討など）を説明。小幡景憲、北条氏長の編で、良庵が補遺。良庵による補遺は朱筆で残されている[32]。
- 『一騎武者受用師鑑考訂抄』
- 『一騎武者受用巻末書備考』
所蔵：福井市立図書館 越国文庫コレクションで天保7年写本のデジタル画像が閲覧可能。
- 『一騎受用抄』
成立：成立年代不詳。
所蔵：内閣文庫（請求番号153-0316）[50]。
概要：2巻よりなる。軍旅の心得や、軍戦に関する故実を記載し、巻末に軍伍隊列の図も掲載[51]。
- 『師鑑抄聞書』
所蔵：金沢市立玉川図書館近世史料館加越能文庫（史料番号 特16.81-123）[52]
概要：内容は戦場における武士の心得について。良庵が二木守良に二木がその弟子に伝えたところの聞き書き。